# Rudolf Karnick
Rudolf Martin Friedrich Karnick (* 14. Juli 1901 in Kulm, Westpreußen; † 21. Januar 1994 in Flensburg) war ein deutscher Pädagoge und Hochschullehrer, der als Professor für Schulpädagogik wirkte. Er war Didaktiker der Heimatkunde und Sachkunde und kann als Wegbereiter des Schulfaches Sachunterricht bezeichnet werden. Er war ein überaus erfolgreicher Autor praxisanleitender Bücher, die zum Teil über dreißigmal neu aufgelegt wurden.

## Leben
Rudolf Karnick wirkte über 20 Jahre als Lehrer und Schulleiter. Nach dem Zweiten Weltkrieg war er an der Pädagogischen Hochschule in Flensburg als Dozent und Professor beschäftigt. Im Ruhestand wurde er am 13. Juni 1986 von seiner Hochschule mit der Ehrendoktorwürde ausgezeichnet.
Er war Autor von verschiedenen mehrfach aufgelegten Handbüchern zum Heimatkundlichen Sachunterricht und setzte sich für kindgerechte naturkundliche Themen ein. Damit kann er auch als Überwinder der stark geografisch orientierten Heimatkunde bezeichnet werden. Er setzte sich für die Dignität der Sachen ein und grenzte sich somit von der im Gesamtunterricht üblichen Praxis ab, den Sprachunterricht im Zentrum zu sehen und die Sachen nur als Hilfsmittel für den Sprachunterricht zu begreifen. Allerdings blieb er bei ganzheitspädagogischen Vorstellungen von Unterricht mit assoziativen Liedern und Malaufgaben zum Thema. Erst in seinen späten Schriften wurde ein stärker auf die Phänomene zentrierter naturwissenschaftlicher Sachunterricht betont.

## Schriften
- Zur Theorie und Praxis der Landschule. Weinheim a.d.B. [1951].
- Mein Heimatort. Weinheim 1964.
- Redet um Sachen. 40. Auflage. Weinheim/Berlin 1968.
- Frohes Schaffen und Lernen mit Schulanfängern. 39. Auflage. Weinheim 1968.
- „Warum kann ein Dampfer schwimmen?“ Physik im 3. Schuljahr. In: Die Grundschule. Beiheft zu Westermanns Pädagogischen Beiträgen. 1968, Beiheft 3, S. 15–26.